# Bitwa pod Dreznem
Bitwa pod Dreznem – starcie zbrojne, które miało miejsce 26–27 sierpnia 1813 roku podczas wojen napoleońskich.
Po przejściu 21 sierpnia przez Rudawy tzw. Armia Czeska (180 000 żołnierzy austriackich, rosyjskich i pruskich) dowodzona przez feldmarszałka Karla Schwarzenberga maszerowała na Drezno. Napoleon Bonaparte, walczący z Armią Śląską feldmarszałka Gebharda Blüchera, zlecił obronę Drezna armii marszałka Gouviona Saint-Cyra (40 000 żołnierzy). Gdy doszedł do wniosku, że sam Saint-Cyr nie zdoła powstrzymać armii Schwarzenberga, oderwał się od Blüchera i z siłami liczącymi 90 000 żołnierzy ruszył przez Pirnę do Drezna. Jednocześnie skierował na tyły Armii Czeskiej 1 korpus dowodzony przez Dominique'a Vandamme'a.
Na Drezno wojska Schwarzenberga uderzyły 26 sierpnia od strony południowo-zachodniej. Jednak gdy niespodziewanie pojawiła się francuska gwardia, przerwali atak. Z kolei 27 sierpnia do ataku ruszyli Francuzi, ostrzeliwując ogniem artyleryjskim centrum sprzymierzonych i jednocześnie uderzając na ich skrzydła. Marszałek Joachim Murat na czele swej jazdy obszedł lewe skrzydło Armii Czeskiej i zmusił je do kapitulacji.
Znacznie gorzej wiodło się Francuzom podczas natarcia na prawe skrzydło armii Schwarzenberga. Gdy wódz naczelny Armii Czeskiej dowiedział się o wychodzących na jego tyły oddziałach Vandamme'a, w obawie przed otoczeniem wydał o godzinie 17 rozkaz do odwrotu w kierunku Cieplic czeskich. Francuska jazda nie prowadziła energicznego pościgu. W bitwie wojska sprzymierzonych straciły 25 000 żołnierzy, podczas gdy Francuzi 9000 żołnierzy.

## Upamiętnienie
Bitwa ta jest wymieniona na Łuku Triumfalnym w Paryżu.